# Grüneisen-Parameter
Der Grüneisen-Parameter {\displaystyle \gamma } oder auch {\displaystyle \Gamma } (nach Eduard Grüneisen) beschreibt die Abhängigkeit der Frequenz von Gitterschwingungen (Phononen) in einem Kristall von der relativen Volumenänderung, die ihrerseits von der Temperatur abhängt. Er dient der Beschreibung anharmonischer Effekte in Kristallen, die weder elektrisch leitend noch magnetisch sind, und wird verwendet in der Zustandsgleichung von Mie-Grüneisen.

## Beschreibung
Aufgrund der Äquivalenzen vieler Eigenschaften und Ableitungen innerhalb der Thermodynamik (siehe z. B. Maxwell-Relationen) gibt es viele Formulierungen des Grüneisen-Parameters, die gleichermaßen gültig sind und zu zahlreichen Interpretationen seiner Bedeutung führen. Einige Formulierungen für den Grüneisen-Parameter sind:
{\displaystyle \gamma =V\left({\frac {dP}{dE}}\right)_{V}={\frac {\alpha K_{T}}{C_{V}\rho }}={\frac {\alpha K_{S}}{C_{P}\rho }}={\frac {\alpha v_{s}^{2}}{C_{P}}}=-\left({\frac {\partial \ln T}{\partial \ln V}}\right)_{S}}
Dabei ist {\displaystyle V} das Volumen, {\displaystyle C_{P}} und {\displaystyle C_{V}} sind die spez. Wärmekapazitäten bei konstantem Druck und Volumen, {\displaystyle E} die Energie, {\displaystyle S} die Entropie, {\displaystyle \alpha } die Wärmeausdehnung des Volumens, {\displaystyle K_{S}} und {\displaystyle K_{T}} sind die adiabatischen und isothermen Kompressionsmodule, {\displaystyle v_{s}} ist die Schallgeschwindigkeit im Medium, und {\displaystyle \rho } ist die Dichte. Der Grüneisen-Parameter ist dimensionslos.

### Mikroskopische Definition über die Phononenfrequenzen
In einem einfachen Modell nimmt man an, dass alle Wechselwirkungen in einem Kristall harmonisch sind. Dies beschreibt reale Festkörper jedoch nur unzureichend, da diese z. B. eine Volumenausdehnung mit steigender Temperatur zeigen, was von einem solchen harmonischen Modell nicht berücksichtigt wird. Darum führt man Terme höherer Ordnung in das Wechselwirkungs-Potential im Festkörper ein und erhält neue Effekte.
Somit hängt jetzt die relative Änderung δω/ω der Schwingungsfrequenz eines Phonons bestimmten Impulses und in einem bestimmten Phononenzweig linear von der relativen Volumenausdehnung δV/V ab:
{\displaystyle {\frac {\delta \omega }{\omega }}=-\gamma \cdot {\frac {\delta V}{V}}}
Dabei ist der dimensionslose Grüneisenparameter definiert als:
{\displaystyle \gamma =-{\frac {\partial (\ln \omega )}{\partial (\ln V)}}=-{\frac {V}{\omega }}\cdot {\frac {\partial \omega }{\partial V}}}
Typische Werte für {\displaystyle \gamma } liegen bei Zimmertemperatur zwischen 1 und 2 (s. hier), d. h. das Volumen und die Phononenfrequenzen ändern sich etwa gleich stark.
Streng genommen muss für jede Mode ein eigener Grüneisenparameter definiert werden, insbesondere können sich transversale und longitudinale Moden unterscheiden. Allerdings skalieren im Debye- bzw. Einstein-Modell alle Frequenzen mit der Debye-Frequenz {\displaystyle \omega _{D}} bzw. mit der Einstein-Frequenz {\displaystyle \omega _{E}}. Entsprechend gibt es auch nur eine Grüneisenkonstante für alle Moden:
{\displaystyle \gamma =-{\frac {\partial (\ln \omega _{D/E})}{\partial (\ln V)}}=-{\frac {3K_{T}\cdot \alpha }{c_{V}}}}
mit
- {\displaystyle K_{T}} als isothermer Kompressionsmodul
- {\displaystyle c_{V}} als spezifischer Wärmekapazität bei konstantem Volumen {\displaystyle V}
- {\displaystyle \alpha } dem linearen thermischen Ausdehnungskoeffizienten.

Dies ist gleichbedeutend mit der Tatsache, dass spezifische Wärme und Ausdehnungskoeffizient eine ähnliche Temperaturabhängigkeit aufweisen. Deshalb ist die Definition eines konstanten Grüneisenparameters sinnvoll.

### Thermodynamik
Es kann gezeigt werden, dass die Summe aller {\displaystyle \gamma } in der ersten Brillouin-Zone zu einer makroskopischen bzw. thermodynamischen Definition von {\displaystyle \gamma } führt, die wie folgt geschrieben werden kann:
{\displaystyle \gamma ={\frac {\alpha VK_{T}}{{\tilde {C}}_{V}}}}
Dabei steht {\textstyle {\tilde {C}}_{V}=\sum _{i}c_{V,i}} für die Wärmekapazität pro Partikel, {\displaystyle \alpha } für den linearen thermische Ausdehnungskoeffizienten und {\displaystyle K_{T}} für das isotherme Kompressionsmodul. Wird {\displaystyle \gamma } als gewichtetes Mittel {\textstyle \gamma ={\frac {\sum _{i}\gamma _{i}c_{V,i}}{\sum _{i}c_{V,i}}}} definiert, bei dem {\displaystyle c_{V,i}} die Beiträge der partiellen Schwingungsmoden zur Wärmekapazität sind, sodass sich {\textstyle C_{V}={\frac {1}{\rho V}}\sum _{i}c_{V,i}} ergibt, kann der Grüneisen-Parameter wie in der Einleitung definiert werden als:
{\displaystyle \gamma ={\frac {\alpha K_{T}}{C_{V}\rho }}}
und als Änderung des Drucks p mit der inneren Energie U bei konstantem Volumen V:
{\displaystyle \gamma =V\cdot \left({\frac {\partial p}{\partial U}}\right)_{V}}
Damit wird der Grüneisen-Parameter direkt messbar. Man kann die innere Energie in einem Bereich des Kristalls bei konstantem Volumen erhöhen, wenn man z. B. mit einem Laserpuls einstrahlt. Dabei wird eine Druckwelle erzeugt, die man dann an der Kristalloberfläche detektiert.